# 颍昌之战
颍昌之战，1140年（金熙宗天眷三年，宋高宗绍兴十年）七月，宋金战争中，岳飞派岳云、王贵率领南宋军队在颍昌府（今河南省许昌市）击败金朝军队进攻的作战。
绍兴十年，金军在郾城之战（今河南省郾城县）失败后，岳飞判断金军多次战败，一定会回军攻打颍昌府，于是派儿子岳云率军去支援守卫颍昌的王贵。七月十四日，金都元帅完颜宗弼率镇国大王、龙虎大王完颜突合速、盖天大王完颜赛里、韩常三万骑兵、十万步兵进攻颍昌。岳云、王贵率军在颍昌城西和金军交战。岳云率领八百骑兵正面抗击，步兵分为左右翼，与金军激战半日。岳云奋勇力战，南宋统制董先、副统制胡清率军加入战斗，大败金军。宗弼的女婿金吾卫上将军夏万夫长（夏金吾）被斩杀，粘罕索孛堇等七千金军被宋军歼灭获俘虏，马匹三千被宋军缴获。宗弼逃回开封府（今河南省开封市）。七月十八日，张宪部将徐庆、李山在临颍东北击败金军六千追击十五里。这时，宋高宗一天连下数道金牌召岳飞班师，岳飞只好退回鄂州（今湖北省武汉市）。金军重新占领宋军收复州县。